# 奥拉巴
奥拉巴（马赛语：ɔl-ápà），是马赛神话中的月亮女神，嫁给了太阳神安加伊（马赛语：ɛnk-áí，又名恩加伊，Ngai）。

## 神话
在神话中，一天两人打架，奥拉巴作为一名坏脾气的女人，打伤了恩加伊。为掩饰自己的羞愧，恩加伊发出了一道非常亮的光，以至没人能看见他。作为报复，恩加伊回击了奥拉巴，并将她的一只眼睛打了出来。今天，这可以在月圆的时候看到。

## 名字
月亮和月（奥拉巴）这一词带有阳性格式 'ol' 前缀。